# Vita-Film

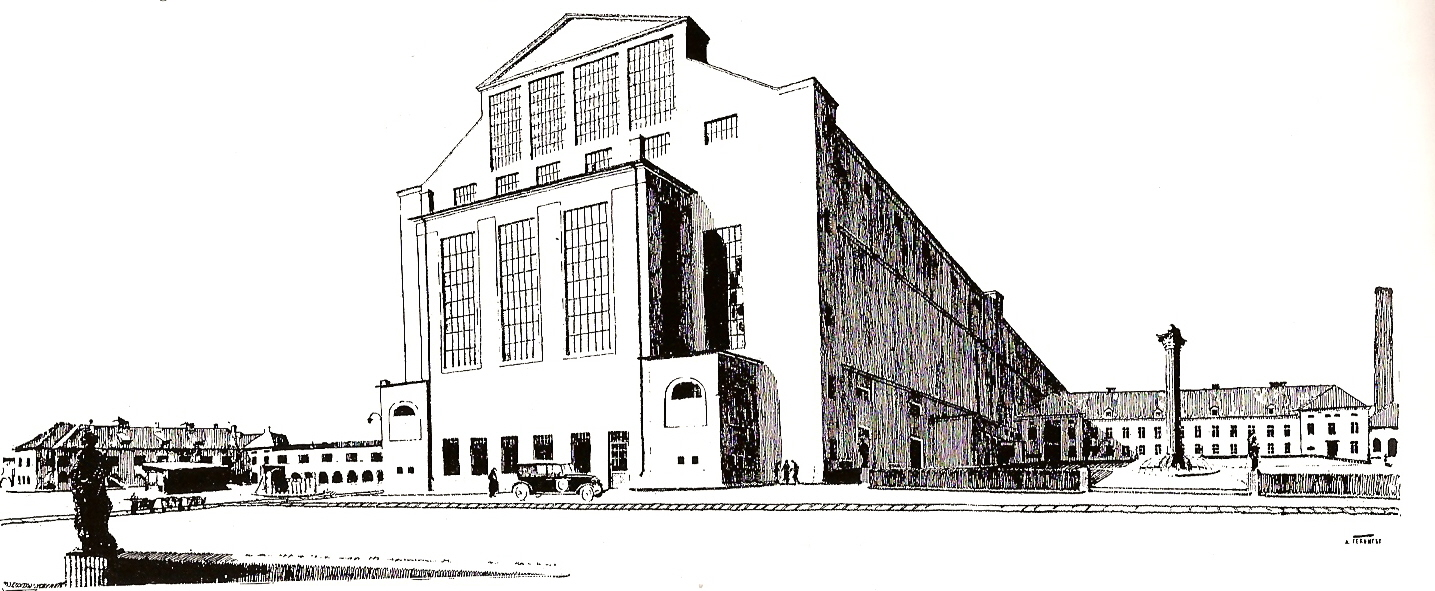
Die 1923 fertiggestellten Vita-Film Ateliers am Rosenhügel, die für lange Zeit Österreichs größte und modernste Filmstudios waren.

Die Vita-Film wurde 1919 als Nachfolgefirma der Wiener Kunstfilm-Industrie von Anton und Luise Kolm gegründet.
Bis 1923 errichtete die Vita-Film die noch heute bestehenden und für Filmproduktionen genutzten Rosenhügel-Filmstudios. Am dortigen Gelände wurde bereits 1922, vor endgültiger Fertigstellung der Ateliers, der Monumentalfilm, die in diesen Jahren nach amerikanischem Vorbild sehr beliebt waren, „Samson und Delila“ produziert werden. Mit aufwändigen Kulissen und Kostümen, wie es auch beim direkten Konkurrenten Sascha-Film üblich war, kam die Produktion auf eine beachtliche Länge und Kosten von 12 Millionen Kronen.
Im Gegensatz zur Sascha-Film, die sich an US-Produktionen orientierte, suchte die Vita-Film mit Kontakten nach Frankreich den internationalen Erfolg. 1923 arbeiteten für Einzelprojekte die Regisseure Germaine Dulac (Die sterbende Sonne, 1923), Jean Legrand (Das Haus im Walde, 1923), Severin Mars (Horoga, 1923), M. Liabel (Die Insel ohne Liebe, 1923) und Edouard-Emile Violet (Clown aus Liebe, 1923) für Vita-Film. Der belgische Regisseur und einer der frühen Realisten, Jacques Feyder, drehte am Rosenhügel und in Ungarn 1923 Das Bildnis, basierend auf einem Drehbuch des bekannten Literaten Jules Romains. Der Film erschien als letzte Vita-Film-Produktion 1925 in den österreichischen Kinos.
1924 ging das Unternehmen, wie auch viele andere europäische Filmproduktionsgesellschaften zu dieser Zeit, aufgrund der Schwemme von preisgünstigen, aber qualitativ hochwertigen, US-amerikanischen Filmen, pleite. Die Rosenhügel-Ateliers wurden 1933 von der Sascha-Film übernommen.

## Produktionen
(Auswahl)
- 1922 – Samson und Delila
- 1922 – Eine versunkene Welt
- 1923 – Hoffmanns Erzählungen (Regie: Max Neufeld; Erstaufführung am 6. April im Schwarzenbergkino)
- 1923 - Herrin der Pussta (Das Bildnis) (Regie: Jacques Feyder; letzte Vita-Film-Produktion am Rosenhügel)